# 継谷昌三
継谷 昌三（つぎたに しょうぞう、1940年6月25日 -  	1978年6月2日）は、兵庫県神戸市出身のサッカー選手。ポジションはMF。

## 来歴
神戸市出身で実家は材木商を営んでいて、裕福であったとされる。関西学院中学部サッカー部では3年次の1955年に主将を務めた。
関学高等部でもサッカー部に所属して関学高等部の黄金時代の中心的な役割を担った。
1959年に関西学院大学に入学しサッカー部に所属し、この年に開催されたAFCユース選手権1959の日本代表に選出された。また、大学3年次の1961年8月15日にはインドネシア代表戦で日本代表として初出場した。大学4年次は主将を務めた他、1962年のアジア大会の代表に選出され出場も果たした。
1963年に大学を卒業して三菱重工に入社。1964年の東京五輪の日本代表に選出されたが出場機会は無く、1965年3月27日のマレーシア代表戦が日本代表として最後の出場となった。なお、三菱重工時代は3年間で日本サッカーリーグのリーグ戦40試合に出場して16得点を挙げた。また、同社では社員寮などの施設を管理する厚生課に配属。営業を担当する部署を希望していたが、東京五輪後に会計課に配属された。
1968年1月に自己都合により三菱重工を退職した。地元に戻って神戸市の材木会社に入社したが2年で倒産。次いで鮮魚取扱会社に入社して営業を担当。この時期に結婚し、公私ともに充実していたが、汚染問題により業績が悪化して同社社長が自殺し、同社も倒産した。この頃から継谷は連日繁華街に出向いて浴びるように飲酒していた。また、宝石のセールス業などの会社に就職したが長続きせず、妻は子を連れて家を出て行った。
1978年6月2日、神戸市垂水区の舞子台病院で肝硬変により死去した

## 所属クラブ
- 1953年 - 1955年　関西学院中学部
- 1956年 - 1958年　関西学院高等部
- 1959年 - 1962年　関西学院大学
- 関学クラブ
- 1963年 - 1967年　三菱重工

## 個人成績
| 国内大会個人成績 | 国内大会個人成績 | 国内大会個人成績 | 国内大会個人成績 | 国内大会個人成績 | 国内大会個人成績 | 国内大会個人成績 | 国内大会個人成績 | 国内大会個人成績 | 国内大会個人成績 | 国内大会個人成績 | 国内大会個人成績 |
| 年度             | クラブ           | 背番号           | リーグ           | リーグ戦         | リーグ戦         | リーグ杯         | リーグ杯         | オープン杯       | オープン杯       | 期間通算         | 期間通算         |
| 年度             | クラブ           | 背番号           | リーグ           | 出場             | 得点             | 出場             | 得点             | 出場             | 得点             | 出場             | 得点             |
| 日本             | 日本             | 日本             | 日本             | リーグ戦         | リーグ戦         | -                | -                | 天皇杯           | 天皇杯           | 期間通算         | 期間通算         |
| ---------------- | ---------------- | ---------------- | ---------------- | ---------------- | ---------------- | ---------------- | ---------------- | ---------------- | ---------------- | ---------------- | ---------------- |
| 1965             | 三菱             |                  | JSL              |                  | 7                | -                | -                | -                | -                |                  |                  |
| 1966             | 三菱             |                  | JSL              |                  | 1                | -                | -                |                  |                  |                  |                  |
| 1967             | 三菱             |                  | JSL              |                  | 8                | -                | -                |                  |                  |                  |                  |
| 通算             | 日本             | 日本             | JSL              | 40               | 16               | -                | -                |                  |                  |                  |                  |
| 総通算           | 総通算           | 総通算           | 総通算           | 40               | 16               | -                | -                |                  |                  |                  |                  |

## 代表歴

### 出場大会など
- 1959年 AFCユース選手権1959
- 1962年 アジア競技大会
- 1964年 東京オリンピック ベスト8

### 試合数
- 国際Aマッチ 12試合 4得点(1961-1965)

| 日本代表 | 国際Aマッチ | 国際Aマッチ | その他 | その他 | 期間通算 | 期間通算 |
| 年       | 出場        | 得点        | 出場   | 得点   | 出場     | 得点     |
| -------- | ----------- | ----------- | ------ | ------ | -------- | -------- |
| 1961     | 2           | 0           | 1      | 0      | 3        | 0        |
| 1962     | 2           | 0           | 3      | 0      | 5        | 0        |
| 1963     | 5           | 4           | 10     | 2      | 15       | 6        |
| 1964     | 1           | 0           | 12     | 4      | 13       | 4        |
| 1965     | 2           | 0           | 2      | 0      | 4        | 0        |
| 通算     | 12          | 4           | 28     | 6      | 40       | 10       |

### 出場
| No. | 開催日         | 開催都市         | スタジアム                 | 対戦相手             | 結果 | 監督     | 大会         |
| --- | -------------- | ---------------- | -------------------------- | -------------------- | ---- | -------- | ------------ |
| 1.  | 1961年08月15日 | シンガポール     |                            | インドネシア         | ●0-2 | 高橋英辰 | 国際親善試合 |
| 2.  | 1961年11月28日 | 東京都           | 国立霞ヶ丘競技場陸上競技場 | ユーゴスラビア       | ●0-1 | 高橋英辰 | 国際親善試合 |
| 3.  | 1962年08月29日 | インドネシア     |                            | インド               | ●0-2 | 高橋英辰 | アジア大会   |
| 4.  | 1962年09月21日 | シンガポール     |                            | シンガポール         | ●1-2 | 高橋英辰 | 国際親善試合 |
| 5.  | 1963年08月08日 | クアラルンプール |                            | マレーシア           | ○4-3 | 長沼健   | ムルデカ大会 |
| 6.  | 1963年08月10日 | クアラルンプール |                            | タイ                 | ○4-1 | 長沼健   | ムルデカ大会 |
| 7.  | 1963年08月12日 | クアラルンプール |                            | 南ベトナム           | ○5-1 | 長沼健   | ムルデカ大会 |
| 8.  | 1963年08月13日 | クアラルンプール |                            | 韓国                 | △1-1 | 長沼健   | ムルデカ大会 |
| 9.  | 1963年08月15日 | クアラルンプール |                            | チャイニーズタイペイ | ●0-2 | 長沼健   | ムルデカ大会 |
| 10. | 1964年03月03日 | シンガポール     |                            | シンガポール         | ○2-1 | 長沼健   | 国際親善試合 |
| 11. | 1965年03月22日 | ラングーン       |                            | ビルマ               | △1-1 | 長沼健   | 国際親善試合 |
| 12. | 1965年03月27日 | クアラルンプール |                            | マレーシア           | △1-1 | 長沼健   | 国際親善試合 |

### 得点数
| No. | 開催日         | 開催地           | 会場 | 相手       | 結果 | 大会         |
| --- | -------------- | ---------------- | ---- | ---------- | ---- | ------------ |
| 1   | 1963年08月10日 | クアラルンプール |      | タイ       | ○4-1 | ムルデカ大会 |
| 2   | 1963年08月10日 | クアラルンプール |      | タイ       | ○4-1 | ムルデカ大会 |
| 3   | 1963年08月12日 | クアラルンプール |      | 南ベトナム | ○5-1 | ムルデカ大会 |
| 4   | 1963年08月13日 | クアラルンプール |      | 韓国       | △1-1 | ムルデカ大会 |